# Dragonlord
Dragonlord ist eine US-amerikanische Extreme-Metal-Band mit Einflüssen aus Thrash und symphonischem Black Metal. Sie wurde im Jahr 2001 von Eric Peterson, dem Gitarristen der Band Testament, als Nebenprojekt gegründet.

## Geschichte
Die Band veröffentlichte im ersten Jahr ihres Bestehens das Album Rapture bei dem Plattenlabel Spitfire Records. Darauf zu hören sind neben Peterson an Gesang und Gitarre weitere aus anderen Bands bekannte Musiker wie Steve DiGiorgio (Death, Sadus, Testament) am Bass, Steve Smyth (Vicious Rumors, später auch bei Nevermore und Forbidden) an der Gitarre, und Jon Allen (Sadus, Testament) am Schlagzeug. Lyle Livingston komplettierte die Band bei den Albumaufnahmen am Keyboard. Vier Jahre später erschien das zweite Album Black Wings of Destiny, welches im Studio Fredman von Fredrik Nordström in Göteborg aufgenommen und abgemischt wurde. DiGiorgio wurde vor den Aufnahmen durch den ehemaligen Testament-Bassisten Derrick Ramirez ersetzt. Dieser und Steve Smyth verließen die Band in der Folgezeit und wurden von Steve Schmidt und dem ehemaligen Cradle-of-Filth-Gitarristen Gian Pyres abgelöst. Diesen wiederum ersetzte später Claudeous Creamer.
Dragonlord spielte im Juli 2005 in Geiselwind auf dem Earthshaker-Fest, tourte ab Oktober durch die USA und Kanada und spielte im September des Folgejahres zusammen mit den Bands Venom, Death Angel, Sodom und Onslaught auf dem Thrash Domination Fest in Japan. Danach trat die Band vor allem in ihrer kalifornischen Heimat auf und teilte die Bühne unter anderem mit Testament, Lääz Rockit und Dublin Death Patrol.

## Diskografie
- 2001: Rapture (Spitfire Records)
- 2005: Black Wings of Destiny (Escapi Music)
- 2018: Dominion (Spinefarm Records)

## Stil
Die Band verbindet aus dem Thrash Metal stammendes Riffing mit Elementen des symphonischen Black Metal. Die Musik der Band wurde als eine Mischung von Dimmu Borgir und Cradle of Filth mit Venom und Mercyful Fate beschrieben. Auf Black Wings of Destiny coverte Dragonlord sowohl das Lied Black Funeral von Mercyful Fate, als auch Emerald von Thin Lizzy.